# رئیس ستاد کل نیروهای مسلح افغانستان
رئیس ستاد نیروهای مسلح افغانستان (به پشتو: د افغانستان د ملی اردو لوی درستیز) عالی‌ترین افسر نظامی در ارتش افغانستان (نیروهای مسلح امارات اسلامی کنونی) است که مسئولیت حفظ فرماندهی عملیاتی ارتش را بر عهده دارد.

## فهرست رؤسای ستاد
عبدالکریم مستغنی تا زمان سرنگونی پادشاهی در سال ۱۹۷۳ رئیس ستاد ارتش بود. در زمان حکومت حفیظ‌الله امین، برادر همسرش محمد یعقوب تا زمان اعدام توسط نیروهای شوروی–پرچم در دسامبر ۱۹۷۹ به عنوان رئیس ستاد کل خدمت می‌کرد. دوران رژیم کمونیستی، در اواخر دهه ۱۹۸۰ نظرمحمد به عنوان رئیس ستاد ارتش خدمت کرد و پس از او شهنواز تنی، هر دو از جناح حزب دموکراتیک خلق افغانستان (دسامبر ۱۹۸۴ - مارس ۱۹۹۰) قرار گرفت که پس از کودتای نافرجام ۱۹۹۰ به رهبری تنی، محمد آصف دلاور جانشین او شد.

### پادشاهی افغانستان (۱۹۲۶–۱۹۷۳)
| شماره | تصویر | نام (تولد–مرگ)                       | دوران تصدی | دوران تصدی | دوران تصدی | شاخه دفاعی            | منبع |
| شماره | تصویر | نام (تولد–مرگ)                       | آغار تصدی  | پایان تصدی | مدت تصدی   | شاخه دفاعی            | منبع |
| ----- | ----- | ------------------------------------ | ---------- | ---------- | ---------- | --------------------- | ---- |
| ۱     |       | فرقه‌مشر عبدالکریم مستغنی (۱۹۱۱–۲۰۰۴) | ؟          | ۱۹۷۳       | ؟          | · ارتش شاهی افغانستان |      |

### جمهوری افغانستان (۱۹۷۳–۱۹۷۸)
| شماره | تصویر | نام (تولد–مرگ)                     | دوران تصدی | دوران تصدی | دوران تصدی | شاخه دفاعی            | منبع |
| شماره | تصویر | نام (تولد–مرگ)                     | آغار تصدی  | پایان تصدی | مدت تصدی   | شاخه دفاعی            | منبع |
| ----- | ----- | ---------------------------------- | ---------- | ---------- | ---------- | --------------------- | ---- |
| ۱     |       | فرقه‌مشر غلام‌حیدر رسولی (۱۹۱۹–۱۹۷۸) | ۱۹۷۵       | آوریل ۱۹۷۸ | ؟          | ارتش جمهوری افغانستان |      |

### جمهوری دموکراتیک افغانستان (۱۹۷۸–۱۹۹۲)
| شماره | تصویر | نام (تولد–مرگ)                        | دوران تصدی   | دوران تصدی     | دوران تصدی | شاخه دفاعی                               | منبع  |
| شماره | تصویر | نام (تولد–مرگ)                        | آغز تصدی     | پایان تصدی     | مدت تصدی   | شاخه دفاعی                               | منبع  |
| ----- | ----- | ------------------------------------- | ------------ | -------------- | ---------- | ---------------------------------------- | ----- |
| ۱     |       | ستر جنرال محمداسلم وطنجار (۱۹۴۶–۲۰۰۰) | ۱۹۷۸         | ۱ آوریل ۱۹۷۹   | ؟          | · ارتش جمهوری دموکراتیک افغانستان        |       |
| ۲     |       | دگر جنرال محمد یعقوب (؟ –۱۹۷۹)        | ۱ آوریل ۱۹۷۹ | ۲۷ دسامبر ۱۹۷۹ | ؟          | · ارتش جمهوری دموکراتیک افغانستان        |       |
| ۳     |       | تورن جنرال گل‌آقا                      | ؟            | ؟              | ؟          | · ارتش جمهوری دموکراتیک افغانستان        |       |
| ۴     |       | دگر جنرال عبدالوحید بابه‌جان زاهد      | ؟            | ژانویه ۱۹۸۴    | ؟          | · ارتش جمهوری دموکراتیک افغانستان        |       |
| ۵     |       | ستر جنرال نظرمحمد (۱۹۳۵–۱۹۹۸)         | ژانویه ۱۹۸۴  | ۴ دسامبر ۱۹۸۴  | ؟          | · نیروی هوایی جمهوری دموکراتیک افغانستان |       |
| ۶     |       | دگر جنرال شهنواز تنی (۱۹۵۰–۲۰۲۲)      | دسامبر ۱۹۸۴  | مارس ۱۹۹۰      | ؟          | · ارتش جمهوری دموکراتیک افغانستان        | [ ۶ ] |
| ۷     |       | ستر جنرال محمدآصف دلاور               | مارس ۱۹۹۰    | ۱۹۹۲           | ؟          | · ارتش جمهوری دموکراتیک افغانستان        |       |

### نیروهای مسلح افغانستان (جمهوری اسلامی)
| شماره | تصویر | نام (تولد–مرگ)                          | دوران تصدی    | دوران تصدی    | دوران تصدی     | شاخه دفاعی       | منبع          |
| شماره | تصویر | نام (تولد–مرگ)                          | آغار تصدی     | پایان تصدی    | مدت تصدی       | شاخه دفاعی       | منبع          |
| ----- | ----- | --------------------------------------- | ------------- | ------------- | -------------- | ---------------- | ------------- |
| ۱     |       | ستر جنرال بسم‌الله خان محمدی (زاده ۱۹۶۱) | ۸ مارس ۲۰۰۲   | ۳۰ ژوئن ۲۰۱۰  | ۸ سال، ۱۱۴ روز | · ارتش افغانستان | [ ۲ ] [ ۷ ]   |
| ۲     |       | ستر جنرال شیر محمد کریمی (زاده ۱۹۴۵)    | ۳۰ ژوئن ۲۰۱۰  | ۲۲ مه ۲۰۱۵    | ۴ سال، ۳۲۶ روز | · ارتش افغانستان | [ ۲ ] [ ۸ ]   |
| ۳     |       | ستر جنرال قدم‌شاه شهیم (زاده ۱۹۶۲)       | ۲۲ مه ۲۰۱۵    | ۲۴ آوریل ۲۰۱۷ | ۱ سال، ۳۳۷ روز | · ارتش افغانستان | [ ۲ ] [ ۹ ]   |
| ۴     |       | دگرجنرال محمدشریف یفتلی                 | ۲۶ آوریل ۲۰۱۷ | ۱۳ مارس ۲۰۱۹  | ۱ سال، ۳۲۳ روز | · ارتش افغانستان | [ ۲ ] [ ۱۰ ]  |
| ۵     |       | دگرجنرال بسم‌الله وزیری                  | ۱۳ مارس ۲۰۱۹  | ۷ ژوئیه ۲۰۲۰  | ۱ سال، ۱۱۶ روز | · ارتش افغانستان | [ ۲ ]         |
| ۶     |       | سترجنرال یاسین ضیاء                     | ۷ ژوئیه ۲۰۲۱  | ۱۹ ژوئیه ۲۰۲۱ | ۳۴۷ روز        | · ارتش افغانستان | [ ۱۱ ]        |
| ۷     |       | دگرجنرال ولی‌محمد احمدزی                 | ۱۹ ژوئیه ۲۰۲۱ | ۱۱ اوت ۲۰۲۱   | ۵۳ روز         | · ارتش افغانستان | [ ۱۲ ]        |
| ۸     |       | دگرجنرال هبت‌الله علیزی                  | ۱۱ اوت ۲۰۲۱   | ۱۵ اوت ۲۰۲۱   | ۴ روز          | · ارتش افغانستان | [ ۱۳ ] [ ۱۴ ] |

### نیروهای مسلح افغانستان (امارت اسلامی)
| ر. | تصویر          | رئیس ستاد کل             | آغاز تصدی      | پایان تصدی | طول دوران       | Defence branch      | منبع          |
| -- | -------------- | ------------------------ | -------------- | ---------- | --------------- | ------------------- | ------------- |
| ۱  | فصیح‌الدین فطرت | ستر جنرال فصیح‌الدین فطرت | ۷ سپتامبر ۲۰۲۱ | متصدی      | ۳ سال، ۲۹۲ روز* | · ارتش امارت اسلامی | [ ۱۵ ] [ ۱۶ ] |

* آخرین به‌روزرسانی دوران تصدی مقام رئیس ستاد کل فعلی: ۲۶ ژوئن ۲۰۲۵.